# Stadsbrand van Roermond (1665)
De stadsbrand van 1665 behoort tot de grootste branden die Roermond geteisterd hebben. Bij deze tweede stadsbrand in Roermond, op 31 mei 1665, ging ongeveer 90% van de toenmalige bebouwing van de stad verloren.

## Herstel stadsreus
In 1680 werd er melding gemaakt van het herstel van de Roermonds stadsreus en dat herstel was waarschijnlijk nodig als gevolg van de stadsbrand van 1665.